# Вулиця Братів Міхновських
Вулиця Браті́в Міхно́вських — вулиця у Залізничному районі міста Львова. Сполучає вулицю Коротку з вулицею Братів Дужих та утворює перехрестя з вулицями Декарта, Шараневича і Олени Степанівни. Прилучаються вулиці Сидора Голубовича та Стороженка.

## Історія
Дорога на місці сучасної вулиці Братів Міхновських була позначена на планах міста ще наприкінці XVIII — на початку XIX століття, у середині XIX століття мала назву Городоцька бічна. У 1871 році отримала назву вулиця Костопальні або Дорога до костопальні, адже неподалік розташовувалося підприємство з переробки кісток худоби на поташ і селітру. На плані Львова 1887 року, автором яких був Юзеф Хованець, серед запланованих до розбудови вулиці позначена і нинішня вулиця, яка, втім, за цим планом мала прямувати до вулиці Янівської (нині — вулиця Шевченка).
З 1901 року називалася вулицею Лещинського, на честь польського короля Станіслава Лещинського, у період німецької окупації, з 1943 року по липень 1944 року — Мазепаґассе, на честь українського гетьмана Івана Мазепи.
У 1946 році отримала назву Московська. Сучасна назва — з 1992 року, на честь українського громадського діяча Миколи Міхновського та його брата Юрія.

## Забудова
Через те, що у давні часи на вулиці розташовувалася костопальня — завод, що перепалював кістки худоби на кісткове вугілля, необхідне для цукрових заводів, то інтенсивна забудова вулиці почалася лише наприкінці XIX століття. У забудові вулиці Братів Міхновських присутні класицизм, сецесія, польський конструктивізм 1920-х років, усі будинки тих часів збереглися. У 1955 році та 1970-х роках було зведено ще дві будівлі.
На початку вулиці, під № 4, розташована синагога Цорі-Ґілод, зведена у 1924—1925 роках на кошти Благодійного товариства «Цорі Ґільод» за проєктом архітектора Альберта Корнблюта. За радянських часів, у 1962 році, синагога була закрита та у подальші роки використовувалася як склад. У 1989 році приміщення синагоги передане юдейській громаді міста Львова і вже у незалежній Україні вона відновила свою діяльність. В інтер'єрі синагоги зберігся оригінальний настінний живопис роботи Максиміліана Куґеля. У 2021 році в межах програми «100 років модернізму у Львові» Бюро спадщини ознакувало будинок інформаційною табличкою.
В будинку під № 10 від 1952 року працює точильна майстерня КП «Шик».
Під № 18 розташований одноповерховий будинок початку XX століття. 2020 року будинок розібраний, а на його місці ОСББ «Міхновські» спорудило шестиповерховий багатоквартирний житловий будинок з підземним паркінгом, а на верхніх двох поверхах новобудови облаштували велику мансарду.
Будинок під № 25 зведений у 1900 році архітектором Яном Карасінським для власних потреб.
Житловий будинок № 35а на розі з вулицею Олени Степанівни зведений у 1955 році за проєктом архітектора Людмили Нівіної.
У будинку № 23 до 1939 року містилися робітниці культурно-освітні організації «Амета» та «Мелодія». За польських часів у будинку № 8-А була гуртова торгівля борошном, у будинку № 9 — хімічна пральня та фарбування Ванделя та Венґжина, у будинку № 11-А — фабрика газових ламп «Польгаз», у будинку № 12/14 — ливарня дзвонів Матгайзеля, у будинку № 26 — перукарня Шалля, у будинку № 32 — фабрика машин Зачковського та фабрика спортивних товарів Зачковського і Дубінського, у будинку № 41 — фірма центрального опалення Антоні Кунца.

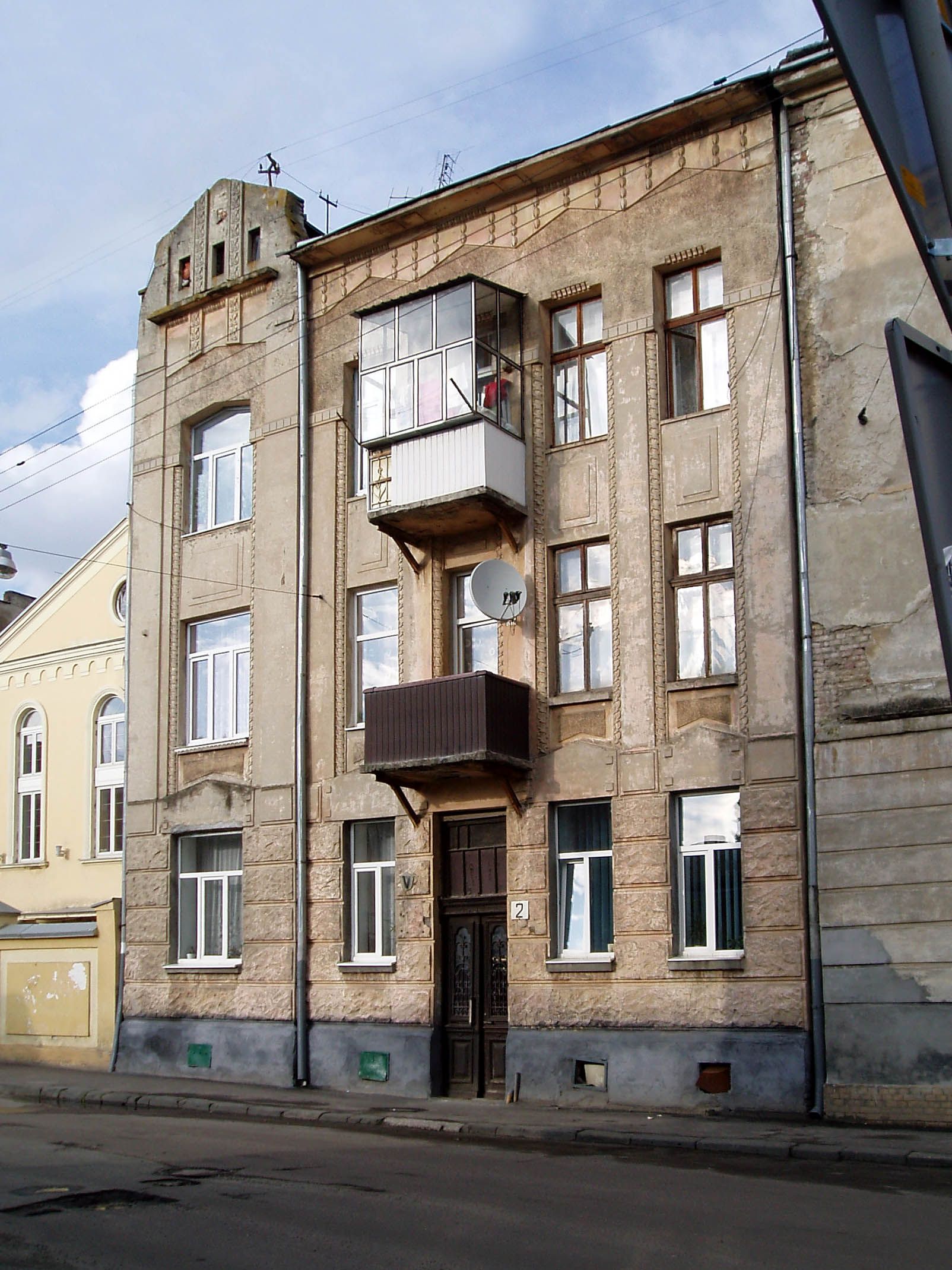
Будинок № 2
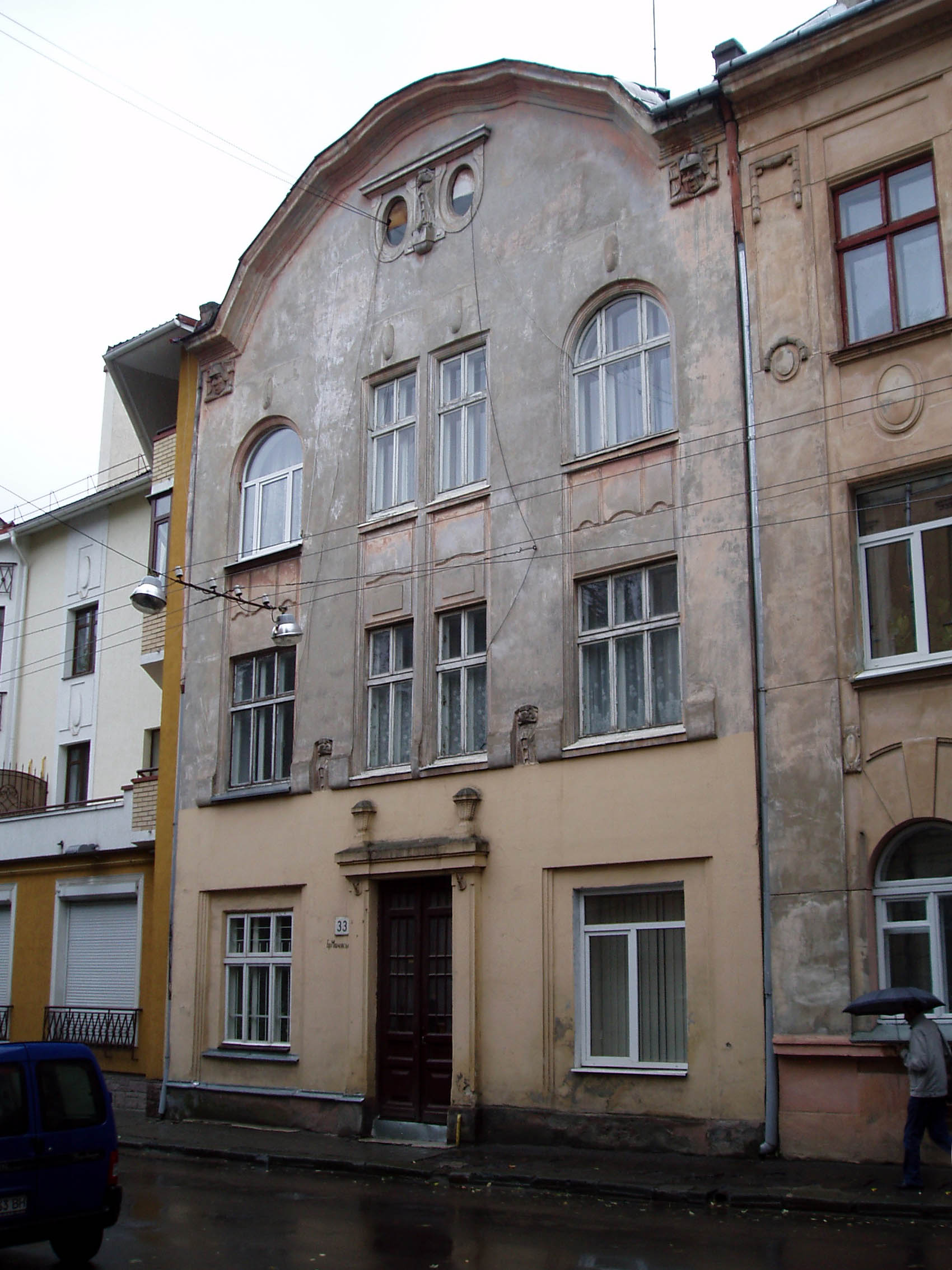
Будинок № 33
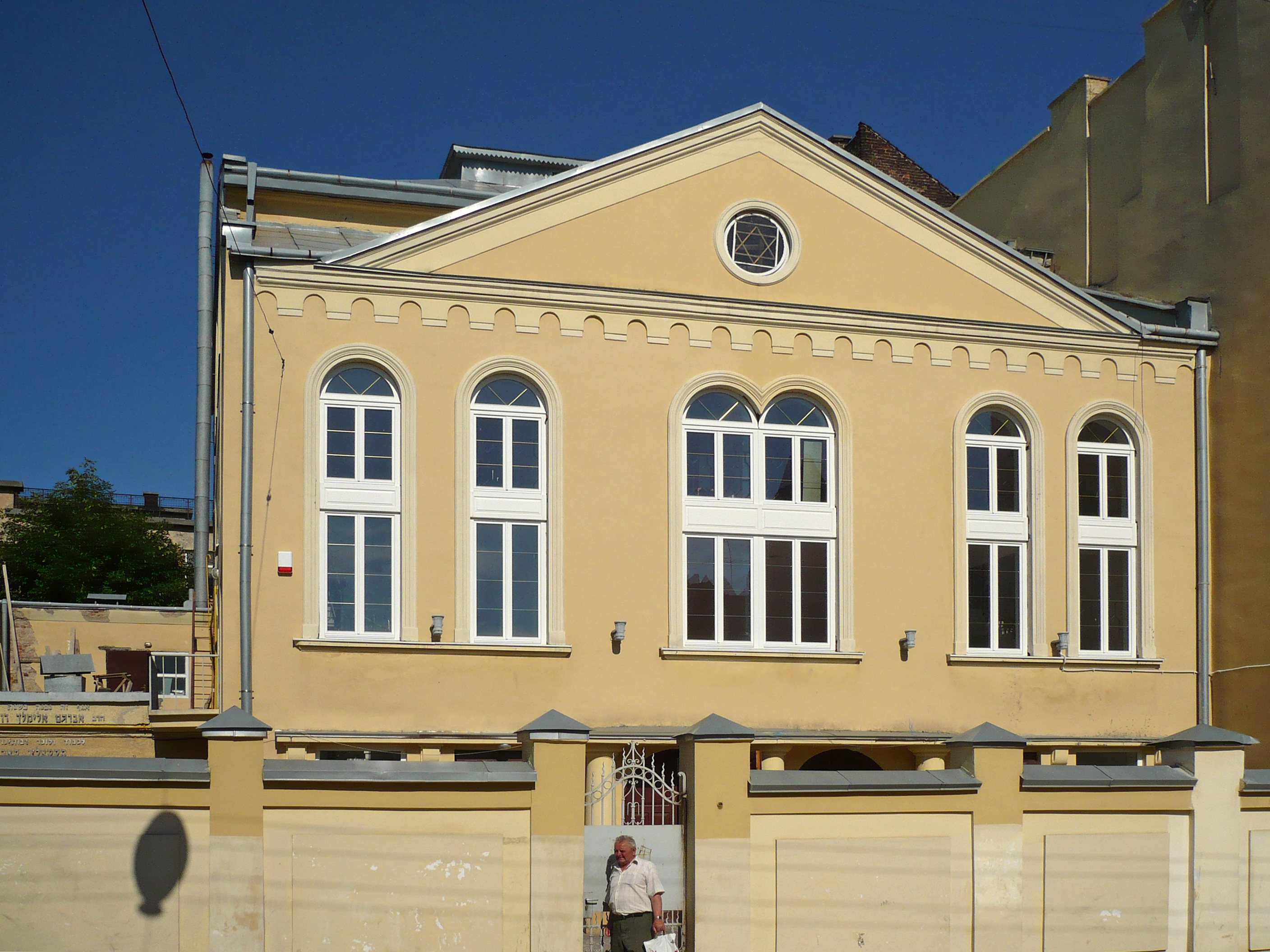
Синагога Цорі-Ґілод

## Відомі мешканці
- Богдан Януш — український та польський археолог, етнолог, мистецтвознавець, публіцист, консерватор пам'яток старовини у Львівському воєводстві. Мешкав в будинку на тодішній вул. Лещинського, 8 у 1911—1912 роках[10].